# Christopher Jones
Christopher Jones (ur. 23 czerwca 1884 w Pontypridd, zm. 18 grudnia 1937) – brytyjski piłkarz wodny, mistrz olimpijski z Antwerpii 1920.